# Tumbling Shoals (Arkansas)
Tumbling Shoals es un lugar designado por el censo ubicado en el condado de Cleburne en el estado estadounidense de Arkansas. En el Censo de 2010 tenía una población de 978 habitantes y una densidad poblacional de 38,57 personas por km².

## Geografía
Tumbling Shoals se encuentra ubicado en las coordenadas 35°32′50″N 91°58′3″O / 35.54722, -91.96750. Según la Oficina del Censo de los Estados Unidos, Tumbling Shoals tiene una superficie total de 25.36 km², de la cual 25.33 km² corresponden a tierra firme y (0.11%) 0.03 km² es agua.

## Demografía
Según el censo de 2010, había 978 personas residiendo en Tumbling Shoals. La densidad de población era de 38,57 hab./km². De los 978 habitantes, Tumbling Shoals estaba compuesto por el 97.34% blancos, el 0.72% eran afroamericanos, el 0.51% eran amerindios, el 0.51% eran asiáticos, el 0.1% eran isleños del Pacífico, el 0% eran de otras razas y el 0.82% pertenecían a dos o más razas. Del total de la población el 1.23% eran hispanos o latinos de cualquier raza.